# 묘향산 보현사 구층탑
묘향산 보현사 구층탑은 자강도 향산군 향암리 보현사에 위치한 고려의 석탑이다.

## 특징
고려 전기(정종 (고려 3대))에 건설되었다.